# Kanton Bretoncelles
 Bretoncelles is een kanton van het Franse departement Orne. Het kanton maakt deel uit van het arrondissement  Mortagne-au-Perche.

In 2018 telde het 11.268 inwoners.

Het kanton werd gevormd door samenvoeging van de opgeheven kantons Nocé en Rémalard, ingevolge het decreet van 25 februari 2014 met uitwerking op 22 maart 2015 en met Bretoncelles als hoofdplaats.

## Gemeenten
Het kanton omvatte bij zijn oprichting 24 gemeenten.
Op 1 januari 2016 werden:
- de gemeenten Bellou-sur-Huisne, Rémalard en Dorceau samengevoegd tot de fusiegemeente (commune nouvelle) Rémalard en Perche.
- de gemeenten Boissy-Maugis, Courcerault, Maison-Maugis en Saint-Maurice-sur-Huisne samengevoegd tot de fusiegemeente (commune nouvelle) Cour-Maugis sur Huisne.
- de gemeenten Condeau, Condé-sur-Huisne en Coulonges-les-Sablons samengevoegd tot de fusiegemeente (commune nouvelle) Sablons sur Huisne.
- de gemeenten Dancé, Colonard-Corubert, Nocé, Préaux-du-Perche, Saint-Aubin-des-Grois en Saint-Jean-de-la-Forêt  samengevoegd tot de fusiegemeente (commune nouvelle) Perche en Nocé.

Sindsdien omvat het kanton volgende gemeenten : 
- Berd'huis
- Bretoncelles
- Cour-Maugis sur Huisne
- La Madeleine-Bouvet
- Moutiers-au-Perche
- Perche en Nocé
- Rémalard en Perche
- Sablons sur Huisne
- Saint-Cyr-la-Rosière
- Saint-Germain-des-Grois
- Saint-Pierre-la-Bruyère
- Verrières